# Sitio de Barcelona (801)
El sitio de Barcelona de 801 fue la operación militar realizada por un ejército franco con tropas de Aquitania, Vasconia, Borgoña y Gotia con el objetivo de reconquistar Madínat Barshiluna (actual Barcelona) que había estado ochenta años bajo dominio del Emirato de Córdoba. El asedio y posterior conquista se enmarca dentro de la conquista carolingia de Hispania.

## Trasfondo
A principios del siglo VIII, cuando el reino visigodo fue conquistado por las tropas musulmanas del califato omeya, Barshiluna fue tomada en 718 por el valí musulmán de al-Ándalus, Al-Hurr ibn Abd al-Rahman al-Thaqafi. Tras el fracaso de la invasión musulmana de la Galia en las batallas de Toulouse en 721 y Poitiers en 732, la ciudad se integró en la Marca Superior de al-Ándalus.
A partir del año 759 el Reino Franco se embarcó en la conquista de los territorios bajo dominio musulmán. La toma de la ciudad de Narbona por las fuerzas del rey franco Pipino el Breve llevó la frontera a los Pirineos. El avance franco fracasó frente a Zaragoza, cuando Carlomagno se vio obligado a retirarse y sufrió un revés en Roncesvalles a manos de los vascones, aliados circunstanciales con los musulmanes. Sin embargo, en 785, la rebelión de los gerundenses, que abrieron sus puertas al ejército franco, hizo retroceder la frontera y abrió el camino para un ataque directo contra Barcelona. Rostán, pariente de Carlomagno, fue nombrado jefe de un vasto condado que también se extendía sobre los antiguos pagi de Gerunda, Empuries y Besalú.
El Emirato de Córdoba se encontraba entonces en crisis: el emir omeya Al-Hakam I, ascendió al trono en 796 y tuvo que luchar contra las pretensiones de sus tíos, Sulayman y Ubayd-Allah Abu-Marwan, que se habían rebelado tras la muerte de Hisham I. En 798, el conde de Tolosa y marqués de Septimania, Guillermo I de Tolosa, se encargó de coordinar las operaciones para la conquista de la Marca Superior de al-Ándalus. Convocó una asamblea en Toulouse, a la que asistieron el rey de Asturias, Alfonso II, y Bahlul Ibn Marzuq, un líder muladí en rebelión contra el emir Al-Hákam I, que se había apoderado de Saraqusta. En 799, Bahlul ibn Marzuq también se apoderó de Huesca después de expulsar a los Banu Salama, una familia leal a Al-Hákam I.

## El asedio
Según Ermoldo el Negro, un dia en que: Virginis ut primum Titan conscenderit astrum / Et soror in propria sede sequetur iter, condición astrológica que a inicios del siglo IX, se corresponde con el 20 de agosto de 800, se reunió un ejército considerable bajo la autoridad del hijo de Carlomagno, Luis el Piadoso, nombrado rey de Aquitania por su padre en 781. Estaba formado por tropas de Aquitania, Gascuña, Borgoña y Gotia, equipado con muchas armas de asedio. El ejército estaba dividido en tres cuerpos. El primero, comandado por el conde de Gerunda (Girona), Rostán, que dirigió el asedio, al pie de la ciudad; la segunda, dirigida por los condes de Tolosa y Narbona, Guillermo I de Tolosa y Ademar respectivamente, tomó posición entre las ciudades musulmanas de Làrida  (Lleida) y Saraqusta (Zaragoza), para oponerse a la eventual llegada de tropas de socorro musulmanas llegadas desde Qúrtuba (Córdoba) y atacando las ciudades de Huesca y Lleida; el tercer cuerpo, comandado por el propio Luis el Piadoso, se encargó de proteger el valle del Rosellón.
Las tropas de Rostán llegaron bajo las murallas de Barcelona en octubre de 800. El valí musulmán de Barcelona, Sa'dun al Ruayni, que había estado muy comprometido en la revuelta de Abu Marwan y viendo que el asedio iba a ser prolongado, abandonó la ciudad para pedir ayuda a Córdoba, pero fue descubierto y capturado por las tropas francas, y luego enviado a la corte de Aquisgrán donde fue condenado al exilio o ejecutado. Un tal Harún, emparentado con la nobleza goda de la ciudad, asumió así el gobierno de Barcelona. Tropas de socorro se reunieron en Saraqusta, pero no se dirigieron a Barshiluna, donde el ejército franco era muy superior y atacaba con fundíbulos y otras armas de asedio medieval.
Durante el invierno de 800-801, las tropas de Guillermo I de Tolosa y Ademar de Narbona sitiaron Lleida y Huesca, devastando sus alrededores. Al oeste de los Pirineos, una revuelta de los pamploneses contra la ocupación musulmana sirvió de distracción. Luis el Piadoso, fue llamado para ayudar en el asalto final a Barcelona y llegó frente a la ciudad en febrero de 801. El 3 de abril de 801, Harún, comandante de Barcelona, aceptó las condiciones de rendir la ciudad, desgastada por el hambre, las privaciones y los constantes ataques. Los habitantes de Barcelona abrieron entonces las puertas de la ciudad al ejército carolingio. Luis entró en la ciudad precedido por sacerdotes y clérigos que cantaban salmos, en procesión para dar gracias a Dios.

## Consecuencias
Los carolingios hicieron de Barcelona la capital del Condado de Barcelona y la incorporaron a la Marca Hispánica. La autoridad fue ejercida en la ciudad por el conde y el obispo. Bera, hijo del conde de Tolosa, Guillermo I Tolosa, fue nombrado primer conde de Barcelona.
El territorio conquistado, sin embargo, tenía varios puntos débiles, y una frontera vulnerable que adolecía de mala defensa ante ataques musulmanes de la Marca Superior, reorganizada en torno a Saraqusta y su base avanzada en Làrida (Lleida). Se reforzó la nueva frontera, a lo largo del valle del Llobregat mientras que los carolingios tratarían de conquistar Turtusha (Tortosa) en 804, 807 y 808 y Wasqa (Huesca) en 807 y 812, sin éxito. Al-Hákam I, por su parte, intentaba en 801 recuperar Pamplona, siendo derrotado ese mismo año en la Batalla de Conchas de Arganzón. Aunque los carolingios lograrían tomar en 809 Tarragona y Tortosa en 811, no pudieron nunca alcanzar el objetivo inicial de extender la frontera  hasta el río Ebro.  La conquista de estas dos últimas ciudades fue efímera y hasta 1116, el conde Ramón Berenguer III no se apoderaría de Tarragona de manera definitiva, dentro de la órbita feudal del Condado de Barcelona.